# Indigo (musikalbum)
Indigo är debutalbumet från den slovenska sångerskan Maja Keuc släppt den 1 december 2011. Den första singeln "Zmorem" släpptes redan den 19 juni 2011. I slutet av december släpptes den andra singeln "Ta Čas" som är den slovenska versionen av låten "Free Love" på albumet.

## Låtlista
| Nr  | Titel                           | Språk     | Längd |
| --- | ------------------------------- | --------- | ----- |
| 1.  | Zmorem                          | slovenska | 3:00  |
| 2.  | Free Love                       | engelska  | 4:31  |
| 3.  | Tako Lepo Mi Je                 | slovenska | 3:31  |
| 4.  | Na Pol Poti                     | slovenska | 3:13  |
| 5.  | Krog                            | slovenska | 3:56  |
| 6.  | You're a Tree and I'm a Balloon | engelska  | 4:32  |
| 7.  | Get This Party Started          | engelska  | 3:24  |
| 8.  | Go With The Flow                | engelska  | 3:58  |
| 9.  | Again (feat. Camall)            | engelska  | 3:15  |
| 10. | Ta Planet                       | slovenska | 4:20  |
| 11. | No One (Remix)                  | engelska  | 3:02  |